# 2854 Rawson
2854 Rawson este un asteroid din centura principală, descoperit pe 6 mai 1964 de David McLeish.